# Bubendorff
 (octobre 2010).
Si vous disposez d'ouvrages ou d'articles de référence ou si vous connaissez des sites web de qualité traitant du thème abordé ici, merci de compléter l'article en donnant les références utiles à sa vérifiabilité et en les liant à la section « Notes et références ».
Bubendorff est une entreprise alsacienne spécialisée dans la fabrication de volets roulants et de moteurs électriques.

## Histoire
Son siège est situé à Saint-Louis en Alsace, l’entreprise comprend plusieurs sites de production répartis en France et dans le sud de l'Allemagne.
À l’origine active dans la transformation du bois, l’entreprise se consacre à partir de 1959 à la fabrication de volets roulants. En 1996, Bubendorff se lance dans la fabrication de ses moteurs électriques.
En 2010, après plusieurs années de recherche conjointes avec le CEA  (Commissariat à l'énergie atomique et aux énergies alternatives) et l’INES (Institut National de l’Énergie Solaire), Bubendorff devient le premier fabricant du marché à proposer un volet roulant fonctionnant à l’énergie solaire.
Le concept « Solar by Bubendorff » est lancé en 2018, et propose une gamme de volets roulants solaires.